# نورمن تئورکاف
نورمن تئورکاف (انگلیسی: Norman Theuerkauf؛ زادهٔ ۲۴ ژانویهٔ ۱۹۸۷) بازیکن فوتبال اهل آلمان است.
از باشگاه‌هایی که در آن بازی کرده‌است می‌توان به باشگاه فوتبال آینتراخت برانشوایگ و باشگاه فوتبال هایدنهایم اشاره کرد.
وی همچنین در تیم ملی فوتبال جوانان آلمان بازی کرده‌است.